# Ansis Līventāls
Ansis Līventāls (28. březnajul./ 9. dubna 1803greg., Ļaudona - 12. lednajul./ 24. ledna 1828greg., Birži) byl lotyšský básník, překladatel, učitel a varhaník, významný představitel tzv. starolotyšů (veclatvieši), kteří iniciovali lotyšské národní obrození.

## Život

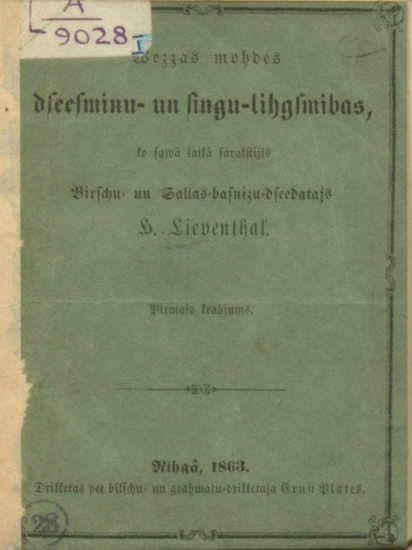
Staromódní básničky a zpěvy radosti (1. vydání)

Pocházel z rodiny čeledína. Brzy ztratil otce, matka jej vychovávala v náboženském duchu. Vzdělával se jako samouk. Naučil se číst sám v pěti letech, vyučil se krejčím, četl knihy, které mu půjčoval místní farář a naučil se německy. Za pobytu ve Vietalvě se od místního farního učitele a varhaníka naučil hrát na varhany a na flétnu a pomáhal zde také ve škole. Od roku 1825 až do konce svého života působil v Birži ve farnosti Sala jako učitel (roku 1840 složil učitelské zkoušky pro základní školy), farní úředník, varhaník, sbormistr, zpěvák a ladič varhan a klavírů. Roku 1829 se oženil s Juliani Jakobsonovou z Laudony a rodina měla tři syny a dceru.
Publikovat začal na popud svého přítele, balto-německého luteránského pastora a spisovatele švédského původu Jacoba Florentina Lundberga, jednoho ze zakladatelů Lotyšské literární společnosti roku 1824. Své básně a písně i překlady uveřejňoval Līventāls v lotyšském tisku, například v Latviešu Avīzes (Lotyšské noviny) a Latviešu ļaužu draugs (Lotyšský přítel lidu). V duchu Gottharda Friedricha Stenderse překládal a pro lotyšské prostředí upravoval německou poezii, prózu i dramata. Roku 1836 byl zvolen čestným členem Lotyšské literární společnosti.
Poslední roky života trpěl nemocí ledvin. Zemřel v Biržai roku 1878 a byl pohřben na hřbitově místního kostela vedle svého přítele. V květnu roku 1939 byl v zahradě kostela v Birži odhalen společný náhrobek Līventālse a Lundberga. Byl vyroben z červené žuly a instalován mezi jejich náhrobky.

## Dílo
Līventālsova poezie s motivy přírody a lásky je emocionálně bohatá a výrazově nápaditá. Složil také písně, které jsou mezi lidmi živé dodnes.
V mnoha jeho básních se objevuje láska k vlastnímu lidu a zemi. Své sentimentální i sociálně kritické básně shrnul Līventāls roku 1863 do dvousvazkové sbírky Vecas modes dziesmiņu un ziņģu līksmības (Staromódní básničky a zpěvy radosti).
Roku 1869 vyšel jeho volný překlad didaktické povídky německé spisovatelky Thekly von Gumpert Mother Anne and her Gretchen s názvem Māte Anne un Grietiņa: kas prātīgām mātēm jādara, lai viņu bērni pasaulē var laimīgi dzīvot (Matka Anna a Mařenka: Co by měly moudré matky dělat, aby jejich děti mohly žít šťastně ve světě), který je považován za Līventālsův průvodce výchovou dětí. Během prusko-francouzské války cestoval po německých zemích a publikoval historické články. Výběr z jeho přeložených a upravených kázání byl vydán až po jeho smrti roku 1884 s názvem Septiņdesmit sprediķi uz visām svētdienām un svētku dienām (Sedmdesát kázání na všechny neděle a svátky)
Roku 1888 složil podle jeho básně Lūk, roze zied (Hle, růže kvete) lotyšský hudební skladatel Andrejs Jurjans píseň pro mužský sbor, která se stala jednou z nejoblíbenějších lotyšských sborových písní.